# Virtua Cop
Virtua Cop ist ein Arcade Game, welches von Sega entwickelt wurde. Das Projekt wurde von Yu Suzuki geleitet und das Original war ein Arcade Game aus dem Jahr 1994, welches 1995 auf die Spielkonsole Sega Saturn portiert wurde. Eine PC-Version wurde 1997 veröffentlicht. Im Jahr 2004 wurde eine Portierung für den Handheld Nokia N-Gage entwickelt, dann aber eingestellt. Einige Testeinheiten wurden allerdings bereits produziert. Die N-Gage Fassung wurde der USK vorgelegt und erhielt eine Freigabe ab 12 Jahren.
Spieler übernehmen die Rolle eines Polizeibeamten und benutzen eine Lichtpistole, um Kriminelle zu erschießen. Minuspunkte erhält der Spieler für das Erschießen von Zivilisten. Virtua Cop war seiner Zeit bei Polygongrafiken weit voraus und benutzte diese anstelle von 2D-Grafiken wie zum Beispiel Sprites. Der Name des Spiels kam von der Sega-Serie, die ähnliche Grafiken aufwies und in welcher beispielsweise Spiele wie Virtua Fighter, Virtua Striker und Virtua Racing erschienen sind.
Zwei Fortsetzungen folgten Virtua Cop, die beiden Spiele Virtua Cop 2 und Virtua Cop 3.
Später wurden diese Spiele in Japan und Europa in der PlayStation-2-Portierung namens Virtua Cop 2 gebündelt. Das Spiel ist auch als Virtua Squad bekannt.